# Rue Claude-Garamond
La rue Claude-Garamond est une voie des 14e et 15e arrondissements de Paris, en France.

## Situation et accès
La rue Claude-Garamond est une voie publique située dans les 14e et 15e arrondissements de Paris. Elle débute rue Julia-Bartet et se termine avenue de la Porte-Brancion.

## Origine du nom
Elle porte le nom du graveur et fondeur français, inventeur de caractères d'imprimerie, Claude Garamond (1499-1561).

## Historique
Cette voie latérale au boulevard périphérique est ouverte en 1968 sous le nom provisoire de « voie S/14 » et prend sa dénomination actuelle par arrêté municipal du 9 septembre 1980.